# Pelidnota pulchella
Pelidnota pulchella är en skalbaggsart som beskrevs av Kirby 1818. Pelidnota pulchella ingår i släktet Pelidnota och familjen Rutelidae. Utöver nominatformen finns också underarten P. p. altoparanaensis.